# 武藤聖一
武藤 聖一（むとう しょういち、1944年 - 2024年5月16日）は、スウェーデン在住の日本のフォトジャーナリスト。主に欧州と米国の建築・デザインを取材し、専門誌に発表している。千葉県生まれ、明治大学政経学部卒業。

## キャリア
大学卒業後、デンマークに移住し、取材活動をはじめた。75年からスウェーデン在住。2006年末から「世界の最新建築」を新たなテーマとし、欧州の各都市で撮影をはじめ、その様子は、日経BPの建設・不動産の総合サイト「ケンプラッツ」に「欧州『最新建築』撮り歩記」として毎週掲載されるようになった。2009年、「ケンプラッツ」への連載記事100の中から50点を選んだ『欧州最新建築撮り歩記/武藤聖一のスナップ紀行』を発表し、建築設計者からインテリアコーディネーター、建築を学ぶ学生まで幅広い人たちの参考になる一冊だと評された。

## 著書
- 1992 - 『ヨーロッパのホテル&そのレストラン』
- 1995 - 『ガレリア - ヨーロッパのショッピングセンター26』
- 1997 - 『ザ・ラスベガス - “ギャンブルの街“から”…』
- 1998 - 『ザ・ラスベガス』
- 1999 - 『ヨーロッパのレストランデザイン』
- 1999 - 『ロンドンから。』
- 1999 - 『ニューヨーク』
- 2000 - 『アメリカのサイン&ファサード』
- 2001 - 『ヨーロッパのパブ&バー』
- 2001 - 『最新ヨーロッパのホテル』
- 2001 - 『TAKAYAMA - 飛騨高山・岩倉栄利と夢の仲間たち』
- 2008 - 『世界のニューショップ NO.5』
- 2009 - 『欧州最新建築撮り歩記 - 武藤聖一のスナップ紀行』